# Widder
Widder (HSK 3) var en hjälpkryssare (Hilfskreuzer) i Kriegsmarine som användes för att attackera allierad handelssjöfart under andra världskriget. Hennes beteckning i den tyska flottan var Schiff 21, för Royal Navy var hon känd som Raider D.

## Tidig historia
Hon byggdes för HAPAG, Hamburg-Amerikalinjen, på Howaldtswerke i Kiel och sjösattes 1930 som fraktfartyget Neumark. Efter en händelselös karriär rekvirerades hon av Kriegsmarine för att användas som en beväpnad hjälpkryssare. Hon byggdes om för detta ändamål av Blohm & Voss i slutet av 1939 och togs i bruk som Widder den 9 december samma år. Hon skickades ut på sitt första och enda uppdrag i maj 1940.

## Karriär som hjälpkryssare
Widder seglade som en del av Kriegsmarines första våg av hjälpkryssare den 6 maj 1940 under befäl av kapten Helmuth von Ruckteschell.
Den 6 maj 1940 lämnade hon Tyskland och begav sig till Bergen i Norge. Den 13 maj konfronterade Widder den brittiska ubåten HMS Clyde på ytan, vilket ledde till en strid som varade i över en timme, utan att någon av deltagarna träffades. Efter striden sökte Widder skydd i Sandsfjord. Den 14 maj seglade hon ut på öppet hav och korsade nästa dag polcirkeln. Den 21 augusti 1940, 1287 km väster om Kanarieöarna, sänkte hon SS Anglo Saxon, som hade transporterat en last kol från Newport i Wales till Bahía Blanca i Argentina. Efter att ha fyllt på bränsle från understödsfartyget Nordmark passerade hon genom Danmarksundet. Under en period på 5½ månad kapade och sänkte hon tio fartyg på sammanlagt 58 644 bruttoregisterton.
Widder rapporterades ha beskjutit besättningen från SS Anglo Saxon i deras livbåtar; en båt med sju besättningsmän kom undan. Över två månader senare, den 27 oktober, kom de två sista överlevande i båten till Bahamas efter en resa på 3 662 km. En av de två dog när hans nya fartyg torpederades 1941, den andra överlevde kriget och vittnade mot von Ruckteschell, som dömdes till sju år för sitt krigsbrott.
Efter att ha slutfört sitt uppdrag återvände hon till det ockuperade Frankrike den 31 oktober 1940.

## Senare historia
Widder ansågs olämplig som hjälpkryssare på grund av ihållande maskinproblem och döptes om till Neumark och användes som reparationsfartyg i Norge. 1943/1944 spelade Widder en viktig roll i reparationen av slagskeppet Tirpitz. Efter kriget togs hon i brittisk tjänst som Ulysses och såldes sedan tillbaka till Tyskland som Fechenheim 1950 innan hon förliste utanför Bergen 1955. Hennes skrov skrotades kort därefter.
Hon var en av endast två tyska hjälpkryssare som överlevde kriget. Hennes kapten, Helmuth von Ruckteschell, var en av endast två tyska marinchefer som dömdes för krigsförbrytelser i slutet av kriget.